# Columbinia
Genre
Synonymes
- Columbinia (Columbinia) Poliński, 1924
- Columbinia (Steatonenia) Pilsbry, 1926
- Nenia (Steatonenia) Pilsbry, 1926
- Nenia Steatonenia Pilsbry, 1926
- Steatonenia Pilsbry, 1926

Columbinia est un genre de petits gastéropodes terrestres de la famille des Clausiliidae.

## Espèces
Selon World Register of Marine Species (13 octobre 2019):
- Columbinia adamsiana (L. Pfeiffer, 1861)
- Columbinia atracta (Pilsbry, 1949)
- Columbinia bartletti (H. Adams, 1866)
- Columbinia binkiae (Pilsbry, 1949)
- Columbinia blandiana (L. Pfeiffer, 1856)
- Columbinia bryantwalkeri (Pilsbry, 1922)
- Columbinia callangana (Ehrmann, 1905)
- Columbinia cocaensis (Jousseaume, 1900)
- Columbinia columbiana (Polinski, 1924)
- Columbinia convexivolvis H. Nordsieck, 2005
- Columbinia cooki (Pilsbry, 1919)
- Columbinia cousini (Jousseaume, 1900)
- Columbinia ehrmanni H. Nordsieck, 2005
- Columbinia elegans H. Nordsieck, 2010
- Columbinia elegantula H. Nordsieck, 2010
- Columbinia epistomium (Küster, 1847)
- Columbinia evae (Sykes, 1896)
- Columbinia exul F. G. Thompson, 2008
- Columbinia gracilis (Pilsbry, 1949)
- Columbinia hemmeni H. Nordsieck, 2010
- Columbinia huancabambensis (Rolle, 1904)
- Columbinia juninensis (M. Smith, 1943)
- Columbinia marcapatensis H. Nordsieck, 2010
- Columbinia marshalli (Pilsbry, 1926)
- Columbinia obesa (Haas, 1949)
- Columbinia orbignyi (Ancey, 1892)
- Columbinia pachygastris Neubert & H. Nordsieck, 2005
- Columbinia perezi (Jousseaume, 1887)
- Columbinia reyrei (Jousseaume, 1887)
- Columbinia riedeli Grego & Szekeres, 2008
- Columbinia stylina (Ancey, 1887)
- Columbinia sublutea (O. Boettger, 1909)
- Columbinia vasquezi F. G. Thompson, 1985
- Columbinia zischkai (Weyrauch, 1956)